# Kevin Jones
Kevin Andrew Jones (Mount Vernon, 25 agosto 1989) è un cestista statunitense.

## Palmarès
- NCAA AP All-America Second Team (2012)
- NBDL All Star (2014)